# Silvino Olivieri
Silvino Olivieri (Caramanico, 21 gennaio 1829 – Nueva Roma, 28 settembre 1856) è stato un militare e patriota italiano.

## Biografia
Nato da una famiglia nobile, studiò nel Collegio di Chieti e poi alla Scuola Militare Nunziatella di Napoli. Nel 1848, alla notizia della concessione da parte del re della costituzione Olivieri e suo fratello capeggiarono manifestazioni patriottiche a Chieti inneggiando all'Unità e sventolando il Tricolore. Imbarcatosi a Napoli per il nord Italia, combatté contro l'Austria nella prima guerra di indipendenza e fu promosso per valore al grado di sottotenente. Da Milano, il 23 maggio 1848, scrisse al padre Raffaele invitandolo ad imitare i Milanesi, che ″senza armi e senza forze hanno vinto un nemico formidabile″. Dopo l'armistizio di Salasco, firmato il 9 agosto 1848 dal generale piemontese Carlo Canera di Salasco e dal generale austriaco Heinrich von Hess, si unì ai volontari di Guglielmo Pepe e a quelli di Luciano Manara dopodiché fece ritorno a Chieti ma vi poté restare poco tempo. Partì infatti per la Sicilia dove, con il grado di capitano, prese parte ai moti insurrezionali contro i Borboni.
Ricercato dalla polizia fu esule in Francia, Inghilterra, Germania e, nel 1851, in Uruguay, paese diviso da oltre dieci anni di guerra civile. A Montevideo, assediata dalle milizie dei blancos di Manuel Oribe e dalle truppe del suo alleato, il caudillo argentino Juan Manuel de Rosas, Olivieri si schierò con i colorados ricalcando così le orme di Giuseppe Garibaldi. Dopo la fine dell'assedio e la battaglia di Caseros del 1852 che aveva significato la caduta di Rosas, Olivieri, viste le mutate condizioni politiche, si trasferì in Argentina. Non appena qui riesplose il conflitto tra i federales, guidati dal caudillo Justo José de Urquiza, e gli unitarios, capeggiati da Bartolomé Mitre, che guidò un'insurrezione secessionista a Buenos Aires l'11 settembre 1852, Olivieri si schierò a sostegno del neocostituito stato di Buenos Aires. Tra il dicembre del 1852 e il luglio 1853, con il grado di colonnello, comandò la "Legione Italiana", composta da 300 fuoriusciti, che si distinse nella difesa della città dai confederati tanto da meritarsi il titolo di "Valiente".
Nel 1853 Olivieri ritornò in Italia sotto falso nome su incarico diretto di Giuseppe Mazzini per far scoppiare alcune rivolte nello Stato Pontificio e nel Regno delle Due Sicilie, ma a Roma, tradito da una spia, fu arrestato e condannato a quindici anni di prigione. L'intervento diplomatico argentino commutò la pena in esilio, ma a patto che non rientrasse più sul territorio pontificio.
Esule nuovamente in Argentina riprese la lotta contro la Confederazione. Nel 1855 fu messo a capo della "Legione Agricola Militare", un reparto, composto prevalentemente da fuoriusciti italiani, incaricato di fondare nel sud dello stato di Buenos Aires una colonia agricola che fungesse anche da bastione contro le scorrerie dei nativi. Nel luglio 1856 Olivieri fondò così l'insediamento di Nueva Roma, situata nei dintorni dell'odierna città di Bahía Blanca. Ben presto, a causa di molteplici fattori, tra cui le difficili condizioni ambientali e la mancata promessa assistenza da parte del governo di Buenos Aires, fece naufragare il progetto. Durante un ammutinamento Olivieri venne ucciso da alcuni legionari.

## Omaggi
Gli è dedicata una via nel centro storico di Chieti e una piazza a Bahía Blanca.